# ブラックジャック (映画)
『ブラックジャック』（原題: Blackjack）は、1998年のアメリカ映画。テレビ映画。ジョン・ウーの監督による。日本では映像ソフトがリリースされた後に、テレビ朝日系列で放送された。

## ストーリー
元連邦捜査官のジャックはフリーのボディガードとして活躍し、スーパーモデルの警備を引き受けることになる。彼女は謎のサイコ殺人犯のターゲットにされていた。銃撃、爆破などの敵の容赦ない攻撃に、ジャックは苦戦を強いられる。ついに殺人犯と一対一の対決を迎えるが、相手は、白い色を見るとかつてのトラウマから錯乱するというジャックの最大の弱点を知っていた。

## スタッフ
- 監督：ジョン・ウー
- 製作：ジョン・ライアン
- 製作総指揮：ジョン・ウー、テレンス・チャン、クリストファー・ゴドシック、ピーター・ランス
- 脚本：ピーター・ランス
- 撮影：ビル・ウォン
- 音楽：ミッキー・アーブ、マリベス・ソロモン
- 編集：ロン・ウィズマン

## キャスト
| 役名                           | 俳優                     | 日本語吹替                                                          | 日本語吹替                                                                                |
| 役名                           | 俳優                     | ソフト版                                                            | テレビ朝日版                                                                              |
| ------------------------------ | ------------------------ | ------------------------------------------------------------------- | ----------------------------------------------------------------------------------------- |
| ジャック・デヴリン             | ドルフ・ラングレン       | 大塚明夫                                                            | 大塚明夫                                                                                  |
| トーマス                       | ソウル・ルビネック       | 青野武                                                              | 野島昭生                                                                                  |
| ドクター・レイチェル・スタイン | ケイト・ヴァーノン       | 勝生真沙子                                                          | 安達忍                                                                                    |
| ローリー・ゲインズ             | フィリップ・マッケンジー | 大塚芳忠                                                            | 古川登志夫                                                                                |
| シンダー・ジェイムス           | カム・ヘスキン           | 篠原恵美                                                            | 金野恵子                                                                                  |
| ケイシー                       | パドレイジン・マーフィ   | 矢島晶子                                                            | 増田ゆき                                                                                  |
| ティム・ヘイスティングス       | フレッド・ウィリアムソン | 有本欽隆                                                            | 斎藤志郎                                                                                  |
| ドン・トレイグル               | アンドリュー・ジャクソン | 中田和宏                                                            | 菅原正志                                                                                  |
| その他                         |                          | 辻親八 寺内よりえ 石井隆夫 仲野裕 幸田夏穂 星野充昭 坂口賢一 堀川仁 | 家中宏 磯辺万沙子 伊藤和晃 佐藤正治 宝亀克寿 秋間登 村井厚之 色川京子 遠藤純一 浜野ゆうき |
|                                |                          |                                                                     |                                                                                           |
| 演出                           |                          | 高橋剛                                                              | 清水勝則                                                                                  |
| 翻訳                           |                          | 税田春介                                                            | 日笠千晶                                                                                  |
| 調整                           |                          | 白石洋                                                              | 佃安夫                                                                                    |
| 効果                           |                          |                                                                     | 南部満治                                                                                  |
| プロデューサー                 |                          | 中嶋唯雄                                                            |                                                                                           |
| 制作                           |                          | ムービーテレビジョン                                                | ザックプロモーション                                                                      |
| 初回放送                       |                          |                                                                     | 1998年11月8日 『日曜洋画劇場』                                                            |